# 国鉄タキ4100形貨車 (2代)
国鉄タキ4100形貨車（こくてつタキ4100がたかしゃ）は、かつて日本国有鉄道（国鉄）及び1987年（昭和62年）4月の国鉄分割民営化後は日本貨物鉄道（JR貨物）に車籍を有した私有貨車（タンク車）である。

## 概要
タキ4100形は液化アンモニア専用の25t積タンク車として1963年（昭和38年）11月30日から1967年（昭和42年）6月14日にかけて18ロット44両（オタキ4100 - オタキ4143）が三菱重工業、日本車輌製造、日立製作所、汽車製造、川崎車輛の5社にて製作された。
記号番号表記は特殊標記符号「オ」（全長 16 m 以上）を前置し「オタキ」と標記する。
タキ4100形を名乗る形式はタキ4100形（初代）（在籍期間 : 1953年（昭和28年）6月16日 - 1957年（昭和32年）4月頃）、タキ4100形（2代）（在籍期間 : 1963年（昭和38年）11月30日 - 1996年（平成8年）7月）の2形式が存在した。
本形式の他に液化アンモニアを専用種別とする形式は、タ520形（2両）、タ550形（5両）、タ580形（30両）、タ2800形（3両）、タム5800形（19両）、タサ4100形（142両）、タサ5800形（2両）、タキ18600形（128両）の8形式がある。
落成当時の所有者は、住友商事、東北肥料、日本瓦斯化学工業、化成水島、協和ケミカルズ（その後協和醗酵工業へ社名変更）、東亞合成化学工業、昭和電工、三菱商事、伊藤忠商事、日産化学工業の10社である。その後1971年（昭和46年）12月17日に日本瓦斯化学工業所有車6両が三菱瓦斯化学へ、1973年（昭和48年）12月13日に東亞合成化学工業所有車2両（オタキ4125、オタキ4128）が三菱瓦斯化学へ、1974年（昭和49年）2月28日に化成水島所有車6両が三菱化成工業へ、1974年（昭和49年）12月21日に住友商事所有車7両が三菱商事へ、1977年（昭和52年）8月19日に東亞合成化学工業所有車3両（オタキ4126、オタキ4127、オタキ4129）が日商岩井へ、1984年（昭和59年）10月12日に三菱瓦斯化学所有車2両（オタキ4125、オタキ4128）が日本陸運産業へ、それぞれ名義変更された。
1976年（昭和51年）10月13日から1978年（昭和53年）3月30日にかけて東北肥料所有車3両を除く41両に緊急遮断装置の取り付けが行われた。
1979年（昭和54年）10月より化成品分類番号「毒燃(G)26・3」（毒性の物質、燃焼性の物質、高圧ガス、毒性のあるもの、可燃性のもの）が標記された。専用種別の「液化アンモニア」と化成品分類番号の「燃」は赤色で標記されている。更にタンク体右側形式番号上に「連結注意」が標記された。
ドームレス直円筒型のタンク体は、高張力鋼（HT55、HT60）製で厚さ85mmの断熱材を巻きキセ（外板）を装備した。タンク体内部には波よけ板16枚が設置された。荷役方式はタンク上部にある弁からの上入れ、上出し式である。
塗色は、白であり、全長は17,880mm、全幅は2,500mm、全高は3,883mm、台車中心間距離は13,700mm、実容積は46.8m3、自重は27.1t - 27.9t、換算両数は積車5.5、空車2.8、最高運転速度は75km/h、台車はベッテンドルフ式のTR41Cと平軸受・コイルばね式のTR41Dである。
1987年（昭和62年）4月の国鉄分割民営化時には伊藤忠商事所有車4両（オタキ4136 - オタキ4139）の車籍がJR貨物に継承されたが、1996年（平成8年）7月に4両一斉に廃車となり同時にこの形式は消滅した。

## 年度別製造数
各年度による製造会社と両数、所有者は次のとおりである。（所有者は落成時の社名）
- 昭和38年度 - 10両
  - 三菱重工業 4両 住友商事（オタキ4100 - オタキ4103）
  - 三菱重工業 3両 住友商事（オタキ4104 - オタキ4106）
  - 三菱重工業 1両 東北肥料（オタキ4107）
  - 三菱重工業 2両 東北肥料（オタキ4108・オタキ4109）
- 昭和39年度 - 15両
  - 日本車輌製造 2両 日本瓦斯化学工業（オタキ4110・オタキ4111）
  - 日立製作所 1両 日本瓦斯化学工業（オタキ4112）
  - 日立製作所 3両 日本瓦斯化学工業（オタキ4113 - オタキ4115）
  - 三菱重工業 2両 化成水島（オタキ4116・オタキ4117）
  - 三菱重工業 3両 化成水島（オタキ4118 - オタキ4120）
  - 三菱重工業 1両 化成水島（オタキ4121）
  - 三菱重工業 2両 協和ケミカルズ（オタキ4122・オタキ4123）
  - 三菱重工業 1両 協和ケミカルズ（オタキ4124）
- 昭和40年度 - 11両
  - 日本車輌製造 4両 東亞合成化学工業（オタキ4125 - オタキ4128）
  - 汽車製造 1両 東亞合成化学工業（オタキ4129）
  - 日立製作所 3両 昭和電工（オタキ4130 - オタキ4132）
  - 三菱重工業 3両 三菱商事（オタキ4133 - オタキ4135）
- 昭和41年度 - 4両
  - 川崎車輛 4両 伊藤忠商事（オタキ4136 - オタキ4139）
- 昭和42年度 - 4両
  - 日立製作所 4両 日産化学工業（オタキ4140 - オタキ4143）